# Ruồi giả ong mứt
Ruồi giả ong mứt, tên khoa học Episyrphus balteatus, là một ruồi giả ong tương đối nhỏ (9–12 mm) thuộc họ Ruồi giả ong, phổ biến rộng rãi khắp tất cả các châu lục. Giống như hầu hết các loài ruồi giả ong khác, nó bắt chước một loài côn trùng nguy hiểm hơn nhiều, ong đơn độc, mặc dù nó là một loài khá vô hại. Phía trên của bụng được khuôn mẫu với các mảng màu da cam và màu đen. Hai đặc điểm nhận dạng hơn nữa là sự có mặt của các mảng màu đen thứ nhì ở trên tấm lưng thứ 3 và thứ 4 và sọc xám mờ theo chiều dọc trên ngực.
E. balteatus có thể được tìm thấy trong suốt cả năm trong môi trường sống khác nhau, bao gồm cả vườn đô thị, chúng bay gần hoa để lấy phấn hoa và mật hoa. Chúng thường tạo nên bầy di cư dày đặc, có thể làm một số người sợ hãi vì hình dáng của chúng gần giống với ong bắp cày. Nó là một trong số rất ít loài ruồi có khả năng nghiền hạt phấn và ăn chúng. Ấu trùng sống trên đất và ăn rệp vừng.
Giống như phần lớn ruồi giả ong khác, con đực có thể được phân biệt bởi mắt holoptic, các mắt phức tạp bên phải và bên trái chạm vào phía trên của đầu.